# Zepperen

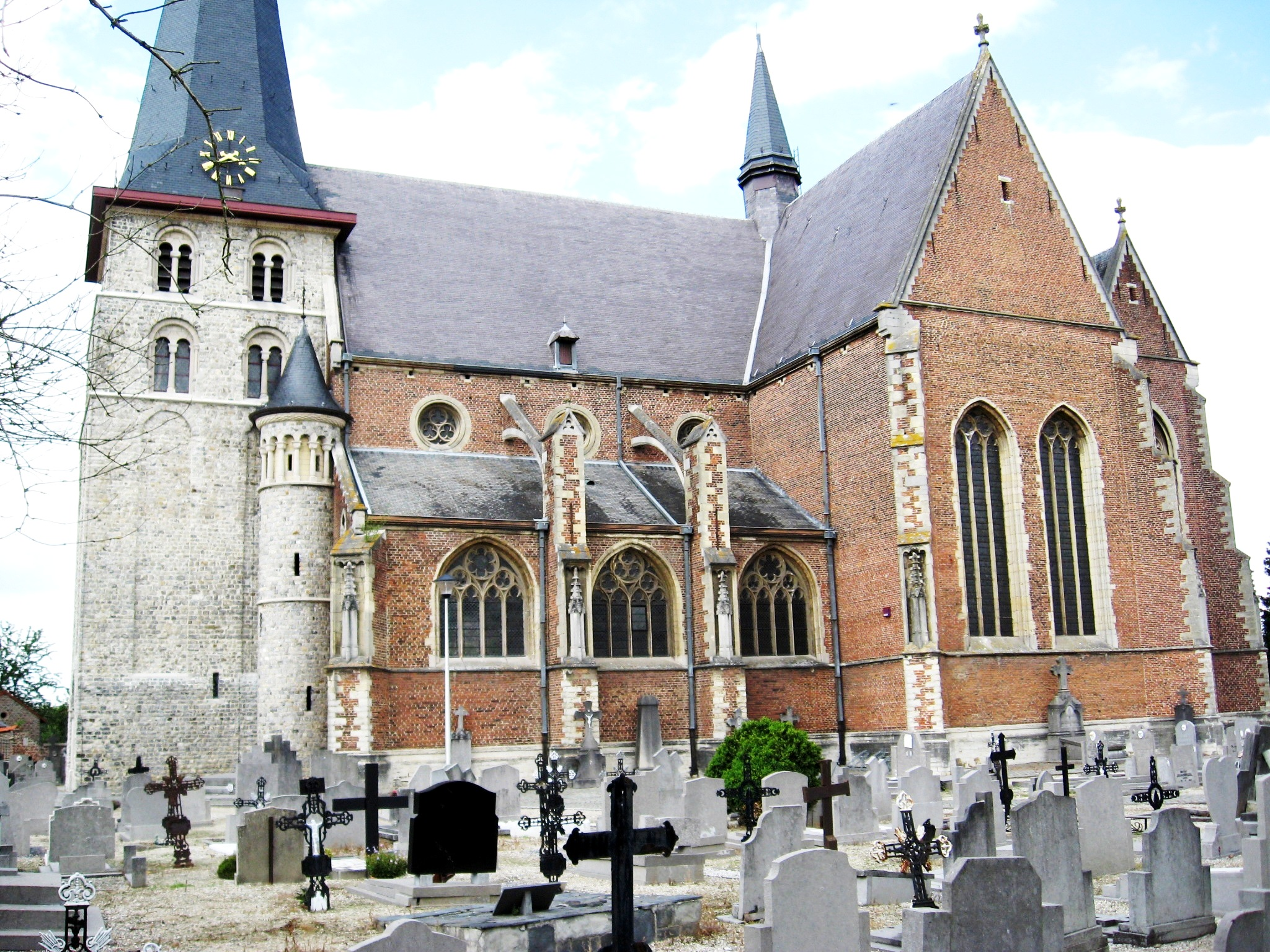
De Sint-Genovevakerk

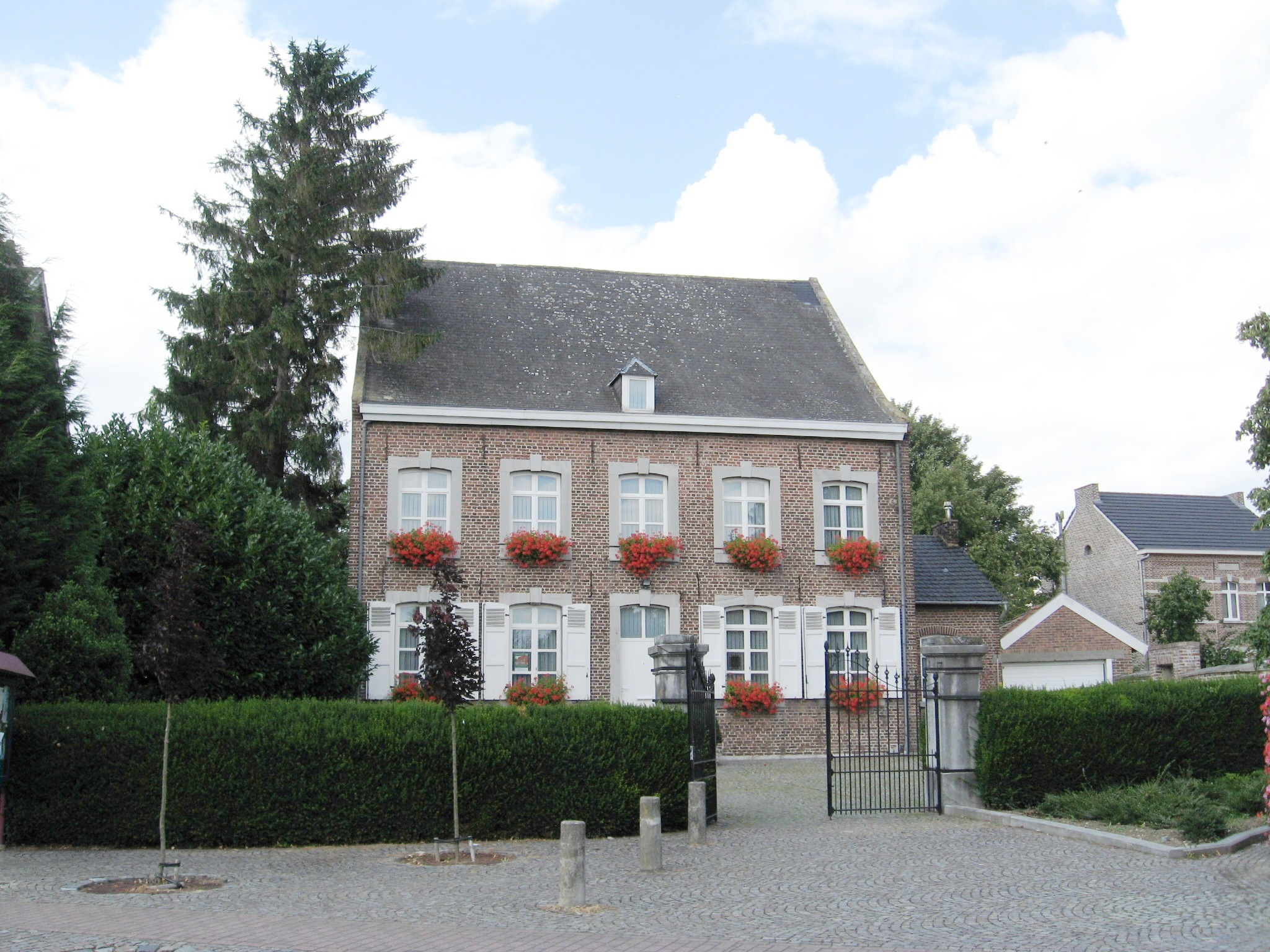
De classicistische pastorie uit 1779

Zepperen is een dorp in de Belgische provincie Limburg en een deelgemeente van de stad Sint-Truiden, het was een zelfstandige gemeente tot aan de gemeentelijke herindeling van 1977.

## Geschiedenis

### Vroege geschiedenis
De nederzetting groeide in vochtig Haspengouw bij de Melsterbeek, die ruim 15 kilometer zuidelijker ontspringt nabij de taalgrens van Vlaanderen met Wallonië en aan Geetbets in de Gete vloeit. Sporen van prehistorische en Romeinse aanwezigheid werden langs deze beek en de Eigenbeek in het noorden van Zepperen aangetroffen.
De eerste vermelding van het dorp, in zijn Latijnse vorm "Septimburias" of zeven koten, dateert uit het einde van de 8e eeuw. In de levensbeschrijving van de heilige Trudo, stichter van de nabijgelegen stad Sint-Truiden, verhaalt men hoe de heilige hier op nachtelijke bedevaart kwam naar de heilige Genoveva van Parijs en er omstreeks 650 zelfs de interim-bisschop Remaclus ontmoette om hem om raad te vragen over zijn roeping. In die tijd was er in Zepperen al een basilica of kerk.
Tot op het einde van de 18e eeuw was het dorp een exclave binnen het prinsbisdom Luik. Het was namelijk een van de elf banken van Sint-Servaas. De volksbedevaart tot de zogenoemde "Drie Gezusters" zette het kapittel van Sint-Servaas wellicht aan tot de bouw van een omvangrijk bedehuis. Van een romaanse kerk die in de 12e eeuw werd gebouwd rest nog slechts de versterkte westertoren. Gedurende vrijwel de hele 15e eeuw werd ter vervanging van de romaanse kerk aan een kerkschip gebouwd in de toen moderne laatgotiek.
Opvallend is het langgerekte grondgebied met het kerkplein aan de zuidwestrand. Gehuchten als Roosbeek, Gippershoven, Tereyken en d'Eygen liggen meer oostelijk en noordelijk. In het midden van het grondgebied lag vroeger het Ekhout of Dekken, al vermeld in 1244. Op deze gemeenteweide tussen Eigenbeek en Bergbeek lieten de dorpelingen hun vee grazen en het rijke gemeentebestuur teelde er populieren. In de loop van de vorige eeuw werd het Dekken tot akkerland omgevormd en sinds onze vijftiger jaren verkavelen de overheden dit terrein geleidelijk voor woningbouw.

### 19e eeuw tot heden
Zepperen lag vanaf de 19e eeuw in de noordoostelijke hoek van Sint-Truiden tussen de nieuwe steenwegen naar Tongeren (1817) en naar Hasselt (1839) en de spoorlijnen naar Hasselt (1847) en Tongeren (1879). Nieuwe lokale verbindingen werden aangelegd rond 1900 (de directe weg van het kerkplein naar het vlakbijgelegen station van Ordingen) en in 1936 (de weg van het centrum naar het station van Kortenbos, een van de eerste betonwegen in deze streek). Recent wordt het dorp ook ten noorden ontsloten door de expresweg Sint-Truiden-Kortenbos en ten westen door de verbindingsweg Melveren-Ordingen.
Tijdens de Eerste Wereldoorlog werd op 9 augustus 1914 een Duits Leib-Husar gedood en vond er op 17 augustus 1914 een schermutseling plaats tussen Belgische Gidsen en het Brandenburgse Leib-Grenadiers-regiment nr. 8 (slag bij Senselberg). 

### Tweede Wereldoorlog
De gemeente werd rond 13 mei 1940  bezet door het Duitse leger en  bevrijd op 6 september 1944. In de Tweede Wereldoorlog crashten er een Duitse Junker 88-A4 nr. 2084 1H+BS van het Kampfgeschwader 26 op 30 juli 1942 met drie doden en een Canadese Halifax MZ522 SE-U van het 431ste smaldeel op 27 april 1944 met overlevende bemanning. Bij de Dikke Linde werden op 15 juli 1944 twee verzetslieden door de collaboratie doodgeschoten.

### Na-oorlogse geschiedenis
Door de ligging vlak bij het commerciële hart en dienstencentrum Sint-Truiden, waarmee Zepperen in 1977 werd samengevoegd, werd het dorp de laatste jaren immers een woongebied voor pendelaars. Door het invullen van de percelen tussen bestaande woningen kreeg het dorp zijn monotone lintbebouwing. De huidige veldweg die Sint-Truiden-Brustem verbond met Wellen-Borgloon via de hoger gelegen Honsberg ten zuiden van de dorpskom is van middeleeuwse, mogelijk Romeinse oorsprong.

## Bezienswaardigheden
- Sint-Genovevakerk met laatgotische muurschilderingen (1509) en de retabelluiken op uit dezelfde periode
- Oude Kerkhof met toegangspoort uit 1765
- Pastorie in classicistische stijl uit 1779
- Kapelanie (1907)
- Bogaardenklooster, gesticht in 1425 met bijhorende hoeve. Later kasteeltje, klooster en uiteindelijk onderwijsinstituut (Sint-Aloysiusinstituut)
- Ouwerxhoeve, aan Zepperen-Dorp 10, met kern uit 1665
- Coemanswoning, aan Driesstraat 54, hoeve met 16e-eeuwse kern
- Het huis van "'t Mesterke" (1904).

## Natuur en landschap
Zepperen ligt in Vochtig-Haspengouw. De hoogte varieert van 65 meter in het zuidoosten tot 45 meter in de vallei van de Melsterbeek. Een groot deel van het oppervlak wordt ingenomen door boomgaarden. Naast de fruitteelt vormt ook de werkgelegenheid te Sint-Truiden een belangrijke bron van bestaan.

## Demografische ontwikkeling
- Bronnen: NIS - Opm:1831 t/m 1970=volkstellingen; 1976=inwoneraantal op 31 december
- 1971: aanhechting van het gehucht Terstok van Brustem

## Sport
Voetbalclub KVK Zepperen werkt momenteel samen met Brustem onder de naam VV Zepperen-Brustem en is aangesloten bij de KBVB. Zepperen speelde een paar seizoenen in de nationale reeksen maar strijdt meestal in de eerste provinciale afdeling Limburg.
Bruxelles-Zepperen (Nederlands: Brussel-Zepperen) is een wielrenner Belgische wedstrijd die wordt gehouden tussen Brussel en Zepperen. Het vindt plaats in maart.

## Nabijgelegen kernen
Ordingen, Hoepertingen, Kortenbos, Schurhoven